# MacDill Air Force Base
La MacDill Air Force Base è una base aerea militare dell'United States Air Force gestita dall'Air Mobility Command e situata presso la città di Tampa, in Florida.

## Informazioni Generali
La base, attivata il 15 aprile 1941, prende il nome dal Colonnello Leslie MacDill, ucciso l'8 novembre 1938 in un incidente aereo.

## Unità
Attualmente l'unità ospitante è il 6th Air Mobility Wing.
Sono presenti i seguenti reparti:
- U.S.A.F.
  - 927th Air Refueling Wing, Air Force Reserve Command
- HQ CENTCOM
- HQ SOCOM